# Ictinogomphus ferox
Ictinogomphus ferox é uma espécie de libelinha da família Gomphidae.
Pode ser encontrada nos seguintes países: Angola, Botswana, República Centro-Africana, República Democrática do Congo, Costa do Marfim, Gana, Guiné, Quénia, Libéria, Malawi, Moçambique, Namíbia, Nigéria, Senegal, Somália, África do Sul, Tanzânia, Togo, Uganda, Zâmbia, Zimbabwe, possivelmente Burundi e possivelmente em Etiópia.
Os seus habitats naturais são: florestas subtropicais ou tropicais húmidas de baixa altitude, savanas áridas, savanas húmidas, matagal árido tropical ou subtropical, matagal húmido tropical ou subtropical, rios, rios intermitentes, áreas húmidas dominadas por vegetação arbustiva, pântanos, lagos de água doce, lagos intermitentes de água doce, marismas de água doce, marismas intermitentes de água doce e nascentes de água doce.